# SN 2008gi
SN 2008gi – supernowa typu II odkryta 12 października 2008 roku w galaktyce A024400+0525. W momencie odkrycia miała maksymalną jasność 17,50m.